# John Cust (1er comte Brownlow)
John Cust, 1er comte Brownlow, (19 août 1779 – 15 septembre 1853) est un pair conservateur britannique.

## Biographie

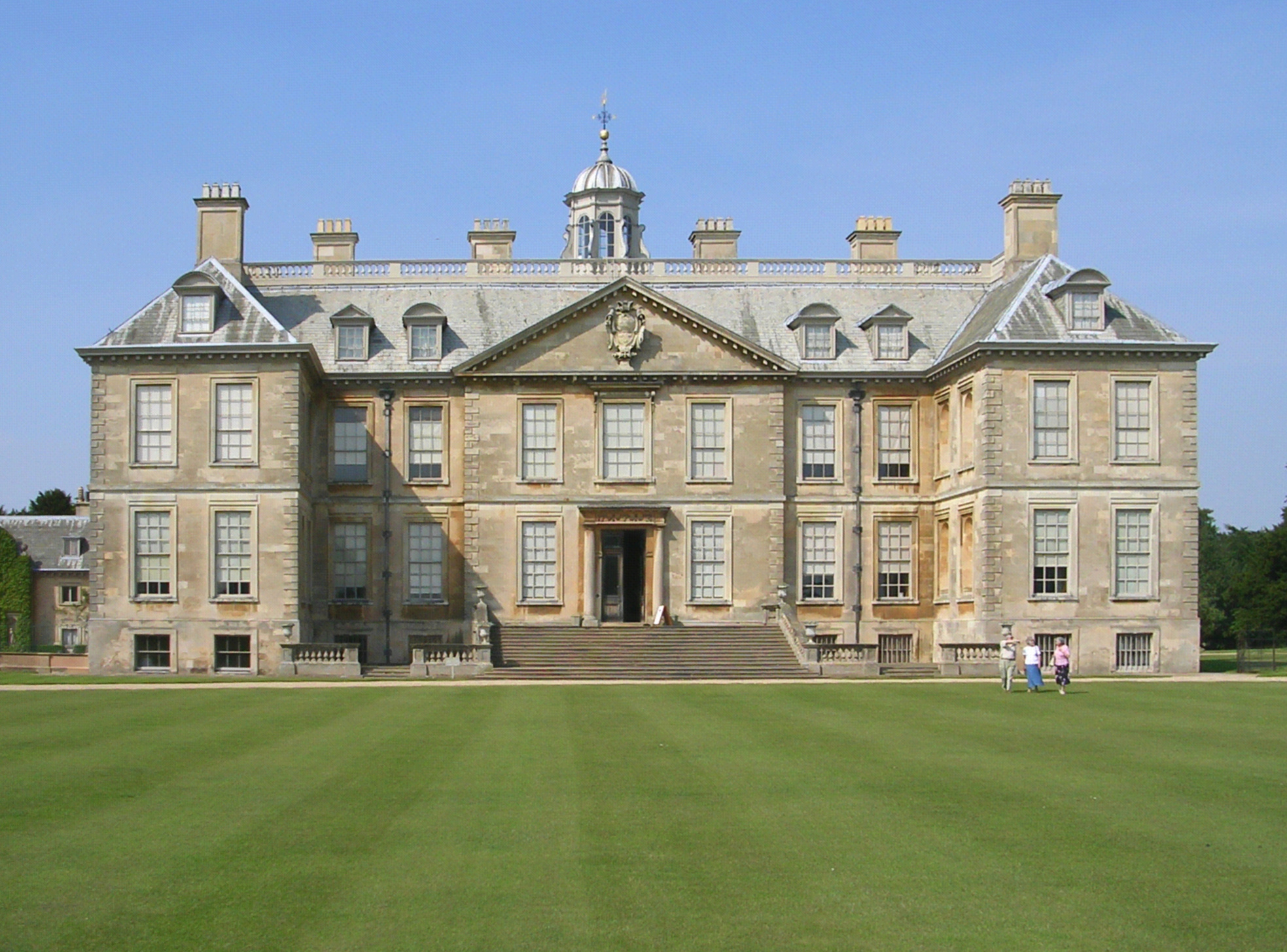
Belton House

Il est le fils aîné de Brownlow Cust (1er baron Brownlow) et de sa seconde épouse, Frances. Il fait ses études au Collège d'Eton (1788-1793) et au Trinity College de Cambridge (1797) avant d’entreprendre une tournée européenne en Russie et en Allemagne en 1801. En 1802, il est élu député de Clitheroe et occupe ce poste jusqu’en 1807, quand il hérite du titre et des domaines de son père, dont Belton House près de Grantham, dans le Lincolnshire.
En mai 1805, il est élu membre de la Royal Society. De 1809 à 1852, il est Lord Lieutenant du Lincolnshire et, en 1815, est créé comte Brownlow et vicomte Alford, de Alford, dans le comté de Lincoln. Il est nommé chevalier grande croix (GCH) de l'Ordre royal des Guelfes en 1834.

## Famille
Le 24 juillet 1810, Lord Brownlow épouse Sophia Hume, deuxième fille et épouse d'Abraham Hume (2e baronnet), avec qui il a trois enfants:
- Sophia Frances, (1811–1882) (prétendument une amie d'Augustus Smith et une habituée de Tresco), épouse le lieutenant-colonel Christopher Tower. Mère d'Amelia, comtesse de Salis
- John Egerton (vicomte Alford) (1812-1851)
- Charles Cust (1813-1875)

L'épouse de Brownlow décède en 1814 et le 22 septembre 1818, il se remarie avec Caroline Fludyer, fille de George Fludyer d'Ayston, Rutland (et petite-fille de Samuel Fludyer). Brownlow et Caroline ont quatre filles:
- Caroline Mary Cust, (1819-1898)
- Amelia Cust, (1821–?)
- Katherine Anne Cust (1822-1885)
- Elizabeth Cust (1824-1824)

Caroline meurt en 1824 et Brownlow épouse alors troisièmes noces Emma Sophia Edgcumbe, fille de Richard Edgcumbe (2e comte de Mount Edgcumbe). Lord Brownlow n'a pas d'enfants avec sa troisième femme.
Son fils aîné étant décédé avant lui en 1851, à sa propre mort, en 1853, ses titres et ses successions passent à son petit-fils, John William Spencer Egerton-Cust.